# Мідні одиниці тиску
Copper units of pressure або CUP (букв. мідні одиниці тиску), та схожі lead units of pressure або LUP (букв. свинцеві одиниці тиску) — терміни, які використовують для вимірювання в внутрішній балістиці для визначення тиску в каморі вогнепальної зброї. Ці терміни були прийняті для зазначення тиску, який вимірювався манометрами для дрібнення міді та свинцю відповідно. В останні роки таке вимірювання було замінено більш сучасними п'єзоелектричними манометрами, які більш точно вимірюють тиск в каморі і зазвичай дають значно вищі значення тиску. Ця номенклатура була прийнята, щоб уникнути плутанини і потенційно небезпечного обміну значеннями тиску і стандартами, зробленими різними типами манометрів. Наприклад, не має сенсу описувати максимальний тиск як 300 МПа, а якщо тиск було виміряно у відповідності з процедурою CUP, його слід позначити як 300 МПа (CUP).
Тиск — це основний фізичний параметр, який виражається в одиницях сили, поділених на площу. Одиницею вимірювання тиску в системі евердьюпойс є фунт на квадратний дюйм, в той час як одиницею тиску в старій метричній системі є бар, а тиск в сучасній системі SI визначають в паскалях (дорівнює ньютонnewtons на квадратний метр). Тиск в каморі виміряний манометром дрібнення міді в англійській системі позначають, як psi (CUP), метричній — бар (CUP), а в системі СІ МПа (CUP).

## Методологія
Оцінка тиску за CUP та LUP виконується за допомогою спеціальної дробарки (crusher gun), яка використовує тиск, прикладений до поршня, для роздавлювання ретельно виготовленого і відкаліброваного мідного або свинцевого циліндра. Величина деформації порівнюється з величиною дроблення, яке виробляється при різних тисках у фунтах на квадратний дюйм. Мідні циліндри використовують для вимірювання високого тиску, наприклад, який виникає в більшості пістолетних та гвинтівкових набоїв, а свинцеві циліндри використовують для вимірювання низького тиску, який утворюють рушничні набої. Дробарка має отвір в каморі, який поєднано з поршнем, і при пострілі цей поршень піддається тиску від пострілу. Потім поршень тисне на калібрований циліндр, злегка розчавлюючи його. Довжина розчавленого циліндра вимірюється і порівнюється з діаграмою довжин, отриманих в результаті дроблення циліндрів із заданими величинами тиску, а відповідна сила — це значення тиску CUP або LUP.
Американська організація стандартизації Інститут виробників спортивної зброї та боєприпасів (SAAMI) публікує стандартні рівні тиску CUP для багатьох набоїв.

## Порівняння одиниць вимірювання
Хоча значення CUP і LUP повинні бути порівнянні з дробною потужністю при заданому тиску в фунтах на квадратний дюйм, ці числа не еквівалентні. Оскільки більш тривалий імпульс більш низького тиску може зруйнувати циліндр настільки ж, наскільки і коротша тривалість, більш високого імпульсу тиску, тому тиск CUP і LUP часто реєструється нижче за фактичний піковий тиск (виміряного датчиком) на 20 %. Наприклад, максимальний тиск набою 7,62×51 мм за вимірюванням SAAMI становить 52000 psi (CUP) або 62000 psi (430 МПа); з іншого боку тиск набою .45-70, встановлено в 28000 в CUP та psi (190 МПа). Стандарти SAAMI для зазначеного набою можно писати в CUP, LUP або стандартних одиницях вимірювання (psi або МПа).
Хоча точні формули перетворення неможливі, для перетворення між істинним тиском і зазначеним тиском дробарки існують лінеаризовані апроксимаційні рівняння перетворення для вузьких діапазонів тисків для оцінки показань п'єзоелектричного тиску при заданому тиску дробарки.
Наприклад, Дентон Брамвел опублікував формулу апроксимації перетворення, які охоплюють лише тиск дробарки SAAMI від 28000 до 54000 CUP:
п'єзо = 1,52 × дробарка − 18,000
Аналогічним чином, існують формули апроксимації перетворення для оцінки тиску в дробарці CIP (європейська) (яке записується кратним 50 бар) і п'єзоелектричних характеристик, які узгоджуються з різними припущеннями для умов випробувань дробарок CIP і SAAMI:
п'єзо = 1,21 × дробарка − 2.8
На додаток до цих лінійної апроксимації також існують формули апроксимації експоненціального перетворення для оцінки значень дробарки від приблизно 0 до приблизно 60 тисяч фунтів на квадратний дюйм, і вони іноді використовуються до приблизно 67 тисяч фунтів на квадратний дюйм, але помилки значно збільшуються.

## Тиск CUP і LUP проти тиску датчика
До винаходу вимірювальних перетворювачів в 1960-х роках дробильні пістолети були єдиним надійним методом оцінки тиску в каморі. З появою недорогих і надійних датчиків з 1960-х років для фактичного вимірювання тиску в каморі промисловість майже повсюдно почала відходити від дробильних пістолетів для оцінки тиску в каморі на користь проведення фактичних вимірювань. Перетворювачі також швидше у використанні на практиці, оскільки вони не вимагають ретельного вимірювання мідних або свинцевих циліндрів після пострілу. Крім того, датчики здатні миттєво реєструвати тиск протягом всього циклу пострілу. Отже, в довгостроковій перспективі використання перетворювача обходиться дешевше, оскільки не вимагає використання одноразових металевих циліндрів в дробарці, а також знижує трудовитрати, необхідні для аналізу результатів випробувань.
Одним з результатів цього переходу до використання вимірювальних перетворювачів є, наприклад, те, що в керівництві по перезаряджанню Speer від 1987 року перераховані всі тиски SAAMI в CUP, в той час як в поточних довідниках перераховані майже всі тиски в PSI. Іншим результатом є те, що краще визначаються межі міцності конструкції, що в свою чергу впливає на довготривалу безпеку при здійсненні зі зброї кількох тисяч пострілів. За оцінками, які засновані на дробильних пістолетах, фактичні запаси міцності неможливо точно оцінити.